# 罗诺
罗诺（法語：Ronno，法語發音：[ʁɔno]）是法国罗讷省的一个市镇，属于索恩河畔自由城区。

## 地理
罗诺（45°59'5"N, 4°22'57"E）面积22.92 平方千米，位于法国奥弗涅-罗讷-阿尔卑斯大区罗讷省，该省份为法国中东部省份，北起顺时针与索恩-卢瓦尔省、安省、里昂大都会、伊泽尔省和卢瓦尔省接壤。
与罗诺接壤的市镇（或旧市镇、城区）包括：圣瑞斯特达夫赖、圣让拉比西耶尔、屈布利兹、圣阿波利奈尔、瓦尔索讷、昂普勒皮。

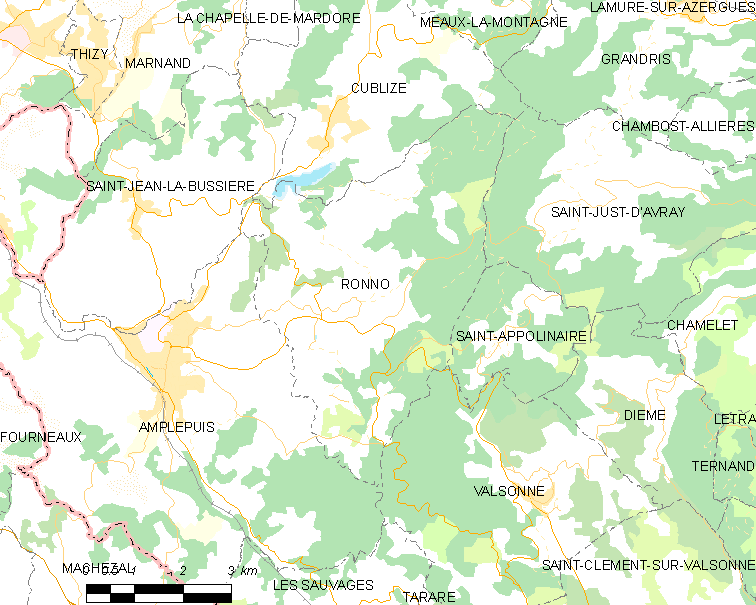
罗诺的OSM定位图

罗诺的时区为UTC+01:00、UTC+02:00（夏令时）。

## 行政
罗诺的邮政编码为69550，INSEE市镇编码为69169。

## 政治
罗诺所属的省级选区为蒂济莱布尔县。

## 人口

1962-2008年间罗诺人口变化图示

罗诺于2022年1月1日时的人口数量为650人。